# Jacobo Pedro VII Holassian
Jacobo Pedro VII Holassian (en armenio Յակոբ Պետրոս Է. Հոլասեան, Hagop Bedros Holassian) († Bzommar, 6 de febrero de 1843) fue un religioso armenio, patriarca (Catholicós) de Cilicia y primado de la Iglesia católica armenia. 

## Biografía
Elegido patriarca a la muerte de su predecesor Gregorio Pedro VI Djeranian en 1841, fue confirmado por la Santa Sede y recibió el palio el 27 de enero de 1842. Ya vicario patriarcal, fue elegido para gobernar el patriarcado cuando ya era muy anciano y enfermo. Su patriarcado duró solo dos años.
| Predecesor: Gregorio Pedro VI Djeranian | Patriarca de Cilicia de los Armenios 1841 - 1843 | Sucesor: Gregorio Pedro VIII Der Asdvadzadourian |